# Al-Dżudajjida
Al-Dżudajjida – wieś w Jordanii, w muhafazie Madaba. W 2015 roku liczyła 429 mieszkańców.